# Too Old to Rock 'n' Roll: Too Young to Die!
Too Old to Rock 'n' Roll: Too Young to Die! (1976) je koncepční album od britské skupiny Jethro Tull. Remasterované CD z roku 2002 obsahuje dva bonusy, "Small Cigar" and "Strip Cartoon", které nebyly na původní LP zařazeny.

## Námět alba
Původně mělo album být rockový muzikál, podobný tomu, co udělal Ray Davies s The Kinks. Stárnoucí rocková hvězda jménem Ray Lomas vyhrává peníze v dekadentním kvízu , ale zjistí, že společnost se změnila takovým způsobem, že už nezbyl nikdo s kým by si užil peněz, tak jako to dělával v 50. letech. Rozhodl se spáchat sebevraždu při motocyklové nehodě, ale záměr mu nevyšel a tak strávil blíže neurčený čas v nemocnici v bezvědomí.
Když se probral z bezvědomí, zjistil, že společnost se změnila a styl jeho oblékání a hudba jsou znovu populární. Navíc, plastická operace, kterou po nehodě musel podstoupit, způsobila, že vypadal o dvacet let mladší. Stal se přes noc senzací mezi mladými, kteří se pak oblékali a chovali stejně jako on.
Ačkoliv celý příběh je vysvětlen formou kresleného příběhu uvnitř alba, skutečný příběh se na albu samotném vyvíjí jinak, vypouští některé detaily a v některých případech mění obsah děje.
Frontman skupiny Jethro Tull, Ian Anderson, vždycky říkal, že toto album nebylo zamýšleno jako autobiografie stárnoucího písničkáře, který byl taky jednou mladý. Říkal, že pointa tohoto alba ilustruje, jak styl hudby může přestat být populární a vyjít z módy a zapadnout, ale že je přesvědčen, když se tomu trochu pomůže, vše se znovu vrátí.

## Seznam skladeb
(Všechny skladby napsal Ian Anderson)
1. Quizz Kid – 5:09
2. Crazed Institution – 4:48
3. Salamander – 2:51
4. Taxi Grab – 3:54
5. From A Dead Beat To An Old Greaser – 4:09
6. Bad-Eyed 'N' Loveless – 2:12
7. Big Dipper – 3:35
8. Too Old to Rock And Roll, Too Young to Die – 5:44
9. Pied Piper – 4:32
10. The Chequered Flag (Dead Or Alive) – 5:32
11. A Small Cigar – 3:39 (bonus)
12. Strip Cartoon – 3:19 (bonus)

## Obsazení
- Ian Anderson – flétna, akustická kytara, harmonika, zpěv
- Barriemore Barlow – bicí
- Martin Barre – elektrická kytara
- John Evan – klavír, varhany, syntetizéry, řeč
- John Glascock – baskytara, zpěv
- David Palmer – aranže orchestru, altsaxofon na From a Dead Beat to an Old Greaser
- Maddy Prior – doprovodný zpěv na Too Old to Rock and Roll
- Angela Allen – doprovodný zpěv na Crazed Institution a Big Dipper